# Ranoidea gilleni
Ranoidea gilleni – gatunek płaza bezogonowego z podrodziny Pelodryadinae w rodzinie rzekotkowatych (Hylidae), występujący w środkowej Australii.

## Występowanie
Jest to gatunek endemiczny występujący w samym środku kontynentu australijskiego, w południowej części Terytorium Północnego. Według obliczeń IUCN zasięg występowania gatunku obejmuje 79 915 km², zawierając w sobie kilka obszarów chronionych prawnie, w tym Park Narodowy Watarrka, Park Narodowy West MacDonnell czy Park Narodowy Finke Gorge. Jest to teren równinny, o nieznacznych wzniesieniach.
Płaz zamieszkuje strumienie i zagłębienia z wodą położone często w skalistych wąwozach, za dnia przebywając w chłodnych kryjówkach pomiędzy głazami.

## Status
Zwierzę występuje licznie, a trend liczebności jego populacji oceniany jest jako stabilny.
Nie wymienia się obecnie istotnych zagrożeń dla tego gatunku.